# ヴァンガード (戦艦)
ヴァンガード（HMS Vanguard, 23）は、イギリス海軍が新標準艦隊で建造した戦艦。イギリス海軍が保有した最後の超弩級戦艦で、同型艦はない。建造を急ぐために、15インチ主砲はカレイジャス級巡洋戦艦から撤去したものを、機関部はライオン級戦艦に搭載予定のものを流用した。デンマーク海峡海戦で撃沈された巡洋戦艦フッドの代艦という側面もあったが、完成は第二次世界大戦終結後となった。ヴァンガードはイギリス海軍の伝統的な艦名であり、甲鉄艦 (Ironclad warship) としては3代目である。

## 概要
本艦は装甲艦ウォーリアの流れを汲む英国戦艦の集大成とも言うべき艦である。戦時中という状況下で、キング・ジョージ5世級戦艦とライオン級戦艦の設計に手を加えた戦時急造艦との見解もある。ただしイギリス新戦艦で問題となっていた不具合や欠点を解消すべく、現場からの改良要求や実戦における戦訓を設計に取り入れており、対空兵装とレーダー兵装、充分な防御力と高速性能、さらに高い航洋性を備えていた。必然的に大型化し、排水量45,000トン級というイギリス戦艦史上最大の戦艦になった。ただし、就役は大戦中に間に合わず戦局に全く寄与していない。
衰退の気運濃厚な王国の存在を強調するのが最大の任務であったと思われる。本艦は王室ヨット（御召艦）として使用されたあと、1950年代半ばに予備役となり、1960年に解体された。

### 建造の背景
ワシントン海軍軍縮条約が失効して海軍休日が終わった頃、ヨーロッパではドイッチュラント級装甲艦（通称「ポケット戦艦」）に端を発した建艦競争が勃発していた。
イギリス海軍は「新標準艦隊 (The New Standard Fleet) 」という10年計画を立案し、その中で戦艦20隻の整備を構想した。20隻の中にはネルソン級戦艦2隻、大改装を施したクイーン・エリザベス級戦艦2隻（クイーン・エリザベス、ヴァリアント）、同じく大改装後の巡洋戦艦3隻（フッド、レナウン、レパルス）が含まれており、新戦艦の就役に伴い順次退役・更新される予定だった。退役予定とされた5隻のR級戦艦については、降ろした主砲塔を転用して安価に高速戦艦を建造する構想が1937年中にはすでに存在しており、1940年度計画にて第一艦が着工される予定だった。
イギリスはナチス・ドイツと英独海軍協定を締結してドイツ海軍に一定の制限を加えたものの、新世代戦艦として建造予定のキング・ジョージ5世級戦艦は政治的配慮から14インチ砲を採用してしまったので、15インチ砲～16インチ砲を搭載した列強各国の新型戦艦と比較すると物足りない性能であった。
そこで16インチ砲9門を持つ新造のライオン級戦艦を1938年から設計し、1939年中期に2隻（ライオン、テメレーア）を起工した。
折しも極東では仮想敵国の大日本帝国海軍が艦隊決戦に備えて水雷戦隊を増強しており、敵巡洋艦を排除するための支援部隊として金剛型戦艦（その後継艦として超甲巡）を夜戦に投入予定だった。この超甲巡に対抗するため東洋艦隊に配備予定だった高速戦艦（巡洋戦艦）が、後に発展してヴァンガードとなる。
1939年（昭和14年）9月の第二次世界大戦の開始以後、イギリス海軍は巡洋艦以下大量の補助艦艇を建造するため、主砲の製造に時間を要するライオン級戦艦の建造を中断した。しかしドイツ海軍のビスマルク級戦艦やH級戦艦（Z計画）、日本が3隻乃至4隻建造中と推定された16インチ砲搭載の40,000トン級新世代戦艦に対抗するためには、キング・ジョージ5世級を凌駕する新戦艦が必要となった。
また第二次世界大戦開戦直後の1939年10月14日に早くも戦艦ロイヤル・オークが失われた。戦局の推移によっては更なる戦艦の喪失も憂慮された。
この時、カレイジャス級巡洋戦艦2隻が第一次世界大戦後に巡洋戦艦から航空母艦へ改造された際に撤去されたMark 1 38.1 cm（42口径）砲と15インチ連装砲塔計4基が、全て倉庫に保管されていた。また、未使用の38.1 cm砲の砲身もまた充分な在庫数が倉庫にあり、砲身はこちらを用いた。
そこで、船体と機関はライオン級の設計を流用し、製造に時間を要する主砲は既存の15インチ砲を流用することで建造期間を短縮した戦時急造の新戦艦を整備することが1941年の戦時建艦計画で出された。折しもライン演習作戦にともなう1941年5月24日のデンマーク海峡海戦で、ドイツ戦艦ビスマルクにより、イギリス海軍の誇りであった巡洋戦艦フッドが撃沈される。フッドの代艦も必要となった。高速戦艦の不足を憂慮するチャーチル首相の強力な後押しもあって、本艦は1941年10月から建造が開始されたのである。
艦名は起工後の11月に「ヴァンガード」と命名された。なお2番艦以降には当初予定通りR級戦艦の主砲を転用し、40年度2隻、41年度1隻、42年度1隻を起工する構想もあったがこちらは実現しなかった。

## 艦形

### 設計
1939年7月には戦時急造戦艦の設計案が作成されたが、1940年2月に再設計された。要求性能として速力29.5ノットという巡洋戦艦並みの高速性と20ノットで7,200海里を航行可能とし、同時にキング・ジョージ5世で問題となった煤煙の逆流の問題や、極寒の大西洋・高温多湿の植民地における乗員の居住性の問題などを解決するために数々の新機軸を導入することとなった。このため基準排水量は41,200トンとなった。その後、戦訓から得た改良点を盛り込んだために排水量が増加したことからポーツマスなどの国内ドックのサイズによる制限が撤回されたことにより1941年4月には基準排水量42,000トン・満載排水量48,000トンで水線長244 m・全幅32.9 m・満載吃水10.06 mという巨艦となった。1942年にさらに改良が加えられて外観上では艦首の傾斜を増し、マレー沖海戦におけるプリンス・オブ・ウェールズの喪失から得られた戦訓により、後述される対水雷防御の強化が行われた。

## 艦体

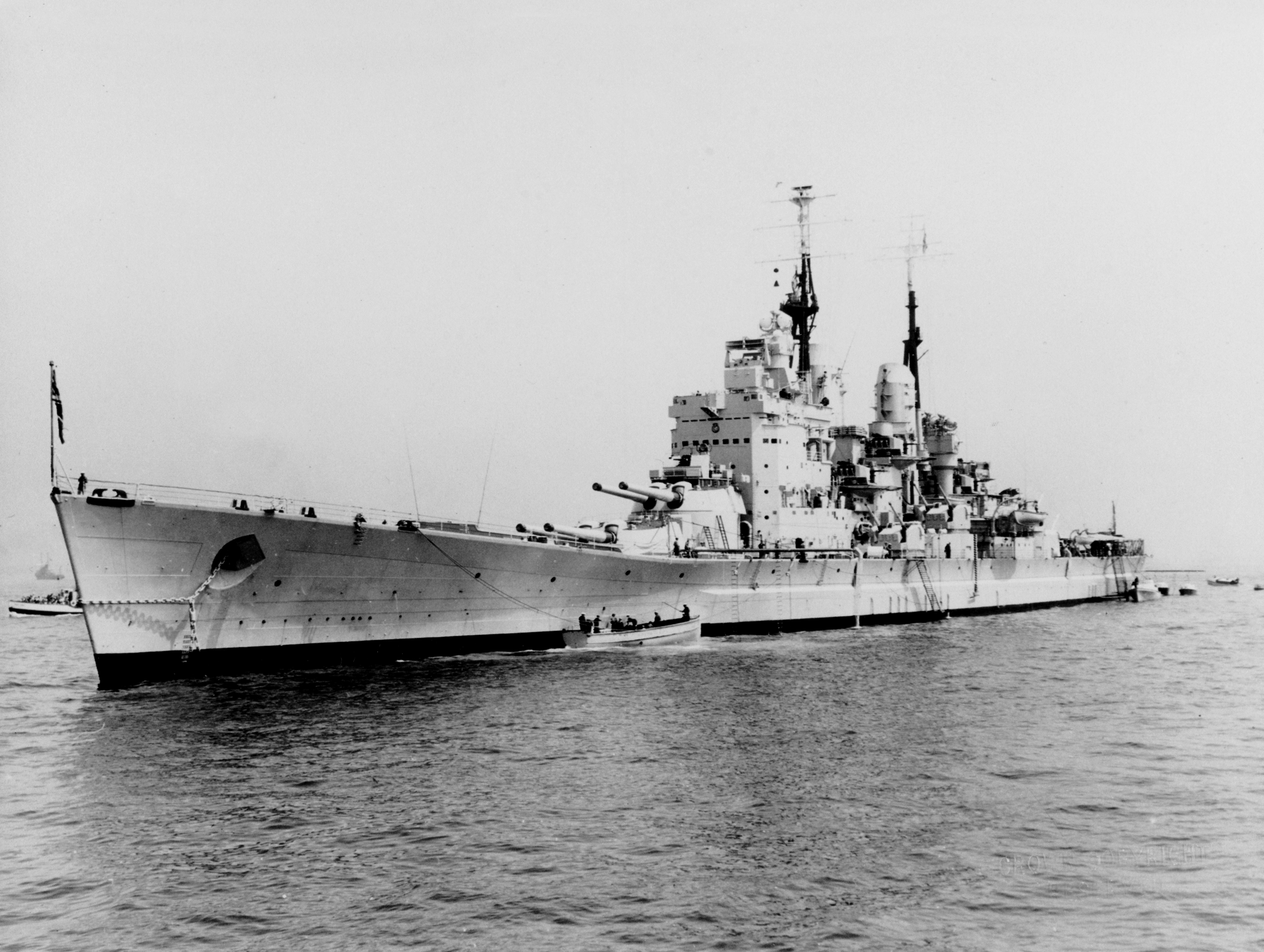
1950年代に撮影されたヴァンガード。本艦は英国戦艦史上で最も艦首甲板の傾斜角が付けられた戦艦となった。

本級の艦体構造は前級より踏襲される典型的な平甲板型船体である。前級と大きく異なる点は強く傾斜したクリッパー型艦首と顕著にシア（反り返り）が付けられた艦首甲板が外観上の特徴である。元来、英国戦艦は１番砲塔を艦首方向へ仰角零度で射撃可能とするために艦首の反り返りは比較的に小さかった。しかし、高速艦である本艦は高速航行時の凌波性を高めるために艦首形状を他国と同様に反り返りが強く改善した。この改良により本艦の凌波性は外洋で改善された。
主砲として38.1 cm連装式の主砲塔が背負い式配置で2基、その背後に前級よりも大型化し「箱」に近い形状となった塔型艦橋が建ち、その頂上部には英国戦艦史上で最大級となる9.2 m測距儀1基とMk 37対空射撃指揮装置が背負い式に設置されていた。艦橋の背後に軽量な三脚型の前部マストが立ち、そこに各種レーダーのアンテナが設置された。

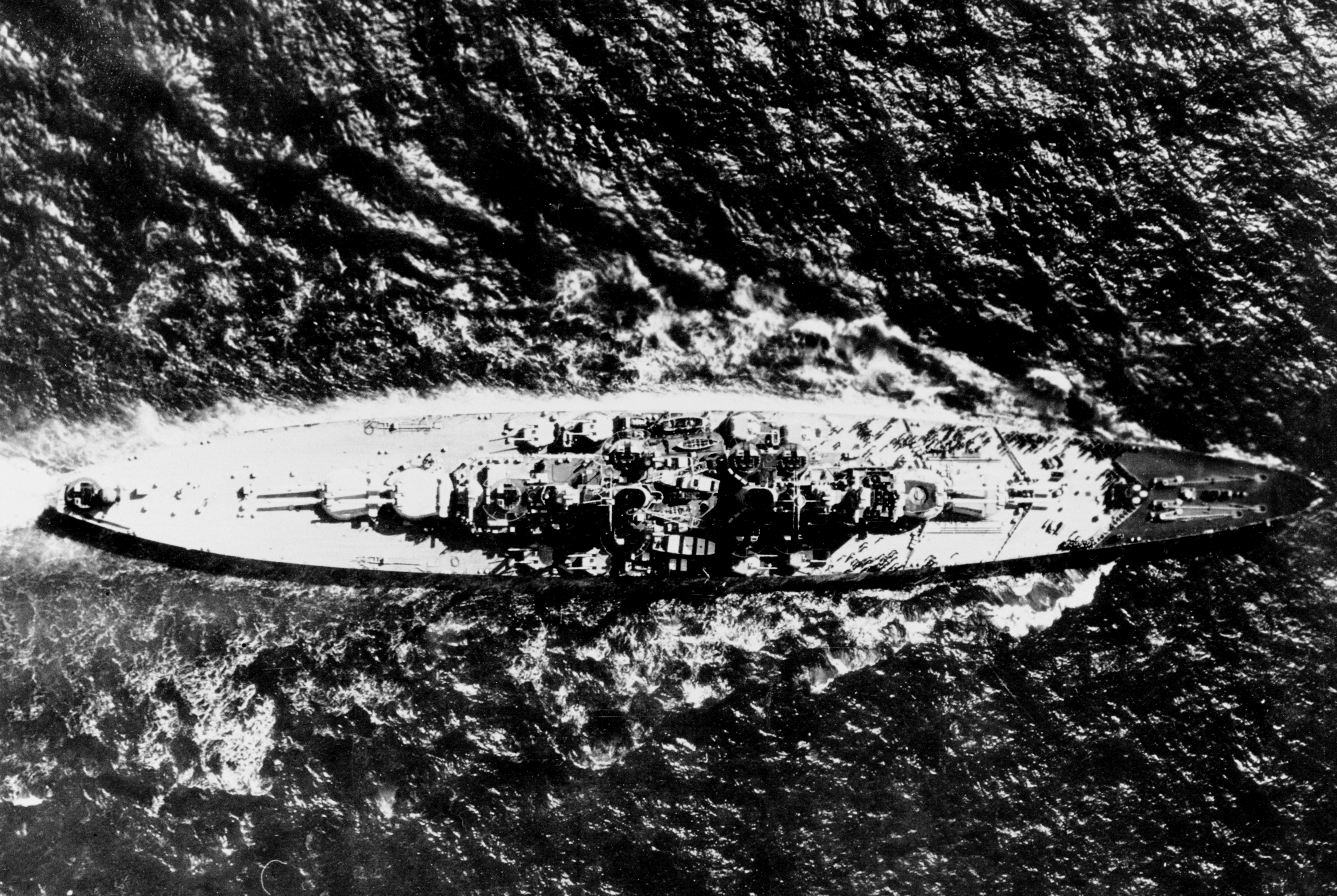
上空から撮影されたヴァンガード。

艦橋の背後に2本煙突が立ち、煙突間は艦載艇置き場になっており、1番煙突の基部に付いたトラス構造のクレーンが片舷1基ずつ計2基で運用された。本艦は建艦当初はキング・ジョージ5世級と同様に船体中央部に水上機格納庫や固定式カタパルトを設ける予定であったが、建造中の1941年に中止となった。
2番煙突と後部測距儀塔との間に簡素な三脚式の後部マストが立ち、その後方に両用砲の射撃指揮装置が設けられていた。後部甲板上に38.1cm連装式主砲塔が後向きに背負い式で2基が配置される。38.1 cm砲塔の調達先は艦首側がグローリアスで艦尾側がカレイジャスの物である。
副武装の13.3 cm砲は連装砲塔に収められて艦載艇置き場を境に、前向きに背負い式に2基、後向きに背負い式に2基の片舷4基ずつ計8基を舷側配置した。舷側甲板上は13.3 cm連装両用砲が占めているために、近接火器は前弩級戦艦のように上部構造物に張り出し（スポンソン）を設けて配置せざるを得なくなり、対空機関砲のボフォース 4 cm六連装機関砲は艦橋と1番煙突の側面に設けられた張り出しに2基ずつ、2番煙突と後部マストの側面に片舷2基ずつと対空指揮所の背後に1基、艦尾末端部に1基の計10基が配置された。他に4 cm連装機関砲を2番主砲塔上に、4 cm単装機関砲を分散配置した。
艦尾構造は垂直に切り落としたような艦尾形状のトランサム・スターン型を採用しているのが特徴で、これにより艦の全長が抑えられた。英国で建造された戦艦として初となる。水線下にはスクリュープロペラに挟まれるように中心線上に1枚舵が配置されていた。
なお、艦体の建造工法はアメリカ･フランスの新戦艦で積極的に用いられた電気溶接接合ではなく、本艦はリベット接合を前級に引き続き用いており、電気溶接は非強度部材のみに限定していた。その訳は、戦時建造という事情が深く関わっており、溶接技術自体はイギリスには有ったのだが優秀な溶接工は潜水艦建造へと優先的に回され、隻数的に余裕のあった戦艦建造へのリソース配分では熟練工の多いリベット接続に頼らざるを得ない背景があった。そのため、本艦の船体重量は設計時よりも増加し、皺寄せが船体強度に及んでしまった。また、行動海域を冬の北海から熱帯地方の植民地まで幅広く適応させるために設計段階から艦内空調の大幅な強化がされたが、その断熱材としてアスベストを船体各所に多用していた。

## 武装
射撃指揮装置は最新型のMark V 型ファイア・コントロール・テーブル（Fire Control Table, FCT）が搭載され、艦橋のトップに9.2 m測距儀と274型レーダーが装備されており、FCTは最新の射撃指揮装置AFCT Mk Xで管制された。また弾着観測用に930型弾着観測レーダー(Xバンド)も装備された。副砲はアメリカ海軍の射撃指揮装置Mk 37が採用されており、射撃指揮装置の上にイギリス製の275レーダーのパラボラ・アンテナ2基を搭載したために重量が16.5トンにもなった。

### 主砲

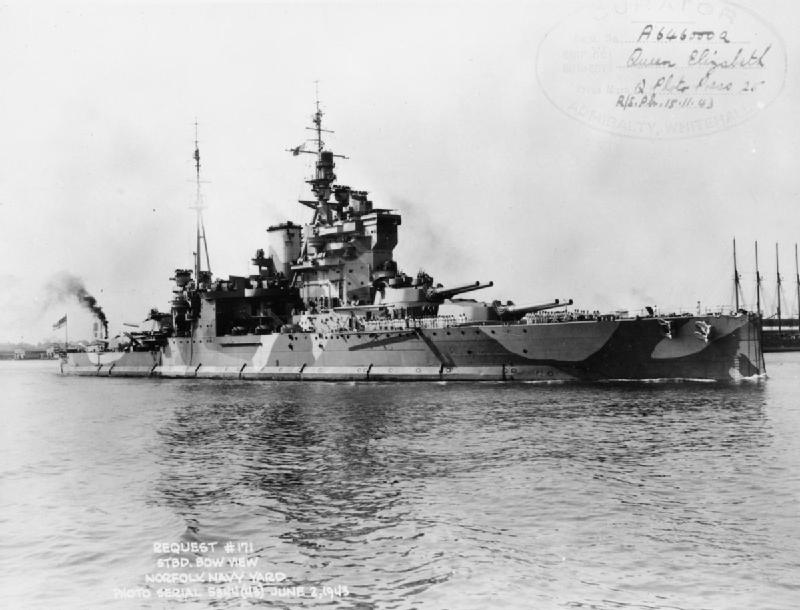
写真は本艦と同じ38.1cm砲塔を搭載した「クイーン・エリザベス」。

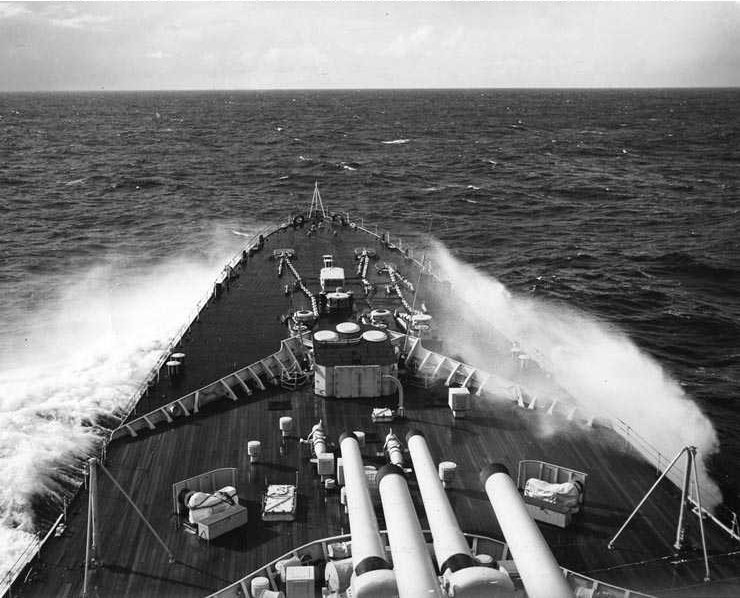
本艦の前部主砲塔の写真。

本艦の評価を下げているのは、第一次世界大戦前に設計・開発された「1915年式 Mark 1 38.1 cm（42口径）砲」を採用しているために、戦艦の基本である「前級よりも有力な攻撃力を持つ」を満たしていないことが挙げられる。既に英国海軍では超弩級戦艦「ネルソン級」で「40.6 cm（45口径）砲」という38.1 cm砲を超える火砲を開発する能力を持っており、条約に囚われない本艦には当然ながら40.6 cm砲を搭載するのがセオリーではあるが、前述の通り既存の砲塔を流用して建造コストを下げ、建造期間短縮を主目的としているために英国海軍では問題としなかった。製造当時の能力は、重量871kgの主砲弾を最大仰角20度で射距離21,702mまで届かせることができ、射程13,600 m台で舷側装甲305 mmを抜く能力があったと記録に残っている。砲塔の俯仰能力は仰角20度・俯角3度で発射速度は毎分2発である。
同種の砲塔を採用した「クイーン・エリザベス級戦艦」や「ロイヤル・サブリン級戦艦」らは第一次大戦後の近代化改装で射程と攻撃能力を向上させる改良が行われ、これらの実績を踏まえて本艦に搭載するにあたっての主砲塔に改良が加えられ、砲塔の旋回機構・給弾機構や弾薬庫形状を改良した型式名「Mark 1/N RP12」砲塔として更新された。改良後の性能は重量879 kgの主砲弾を最大仰角30度で射距離33,380 mまで届かせることができ、射程19,840m台で舷側装甲305 mmを、射程29,720 m以上の距離では甲板装甲152mmを抜く能力があったと記録に残っている。俯仰能力は仰角30度・俯角4.5度で装填角度は仰角20度から俯角4.5度の範囲で装填ができた。発射速度は毎分2発である。なお、本艦の砲塔は大仰角を取るために前盾の上部と天蓋の前部を大きく切り欠き、間をキャンバスで覆っている。砲塔の俯仰角・旋回等の動力は水圧動力を用いていた。
装甲貫徹力は近距離ではネルソン級の40.6 cm砲にやや劣るが、遠距離砲戦での水平装甲に対する打撃力はやや上回るだけの能力を持ち、前級であるキングジョージV世級の35.6 cm砲に比べると全距離で装甲貫徹力は上回り、また砲弾重量は前者が721kgに対し本艦は879 kgと一発当たりの打撃力は圧倒的に上回っており、斉射重量もキングジョージV世級と殆ど変わらないため、全く他国主力艦と戦えないということもなく、搭載に当たって新型スーパー・ヘビー・シェル砲弾運用能力と薬室拡大、前述の通り仰角の増大による長射程化といった諸改造も受けて第二次大戦時の戦闘にも耐えうる能力を持っていた。

### 副砲・対空装備等

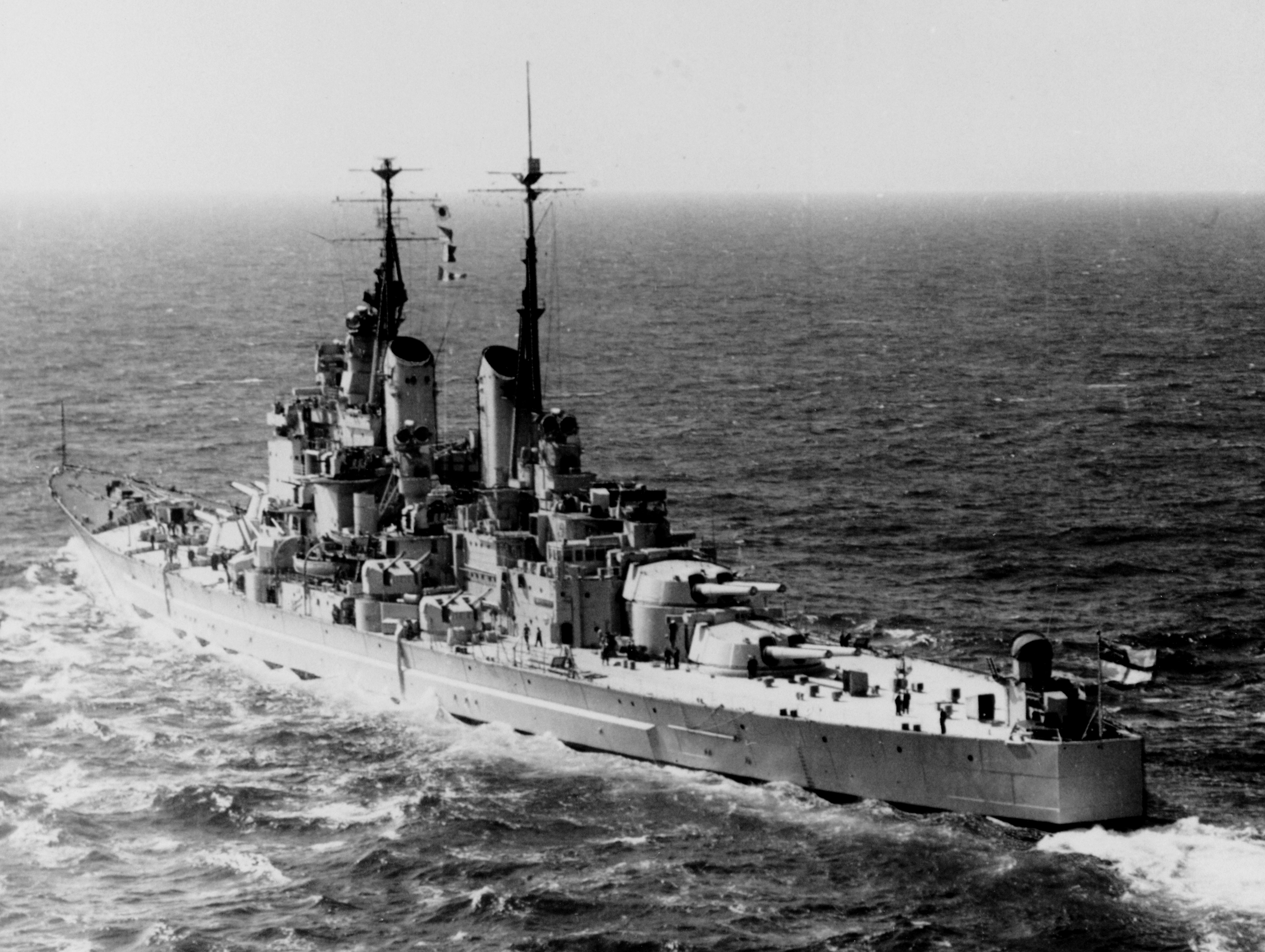
1950年代に艦尾から撮られたヴァンガード。後部マストが短縮されておりレーダーのアンテナが増備されている。13.3cm両用砲の射界をカバーするように4cm六連装機関砲が配置されている。

副砲はキング・ジョージ5世級と同じく1940年に採用された「Mark I 13.3 cm（50口径）両用砲」であるが、新型砲塔であった。この砲を連装砲塔に収め、旋回角度は160度で発射速度は毎分9発、仰角は70度で俯角は5度、最大射程は仰角45度で射距離21,397 m、最大仰角で高度14,935 mで、カタログデータでは優れるが実際の所は砲身の上下する速度・旋回速度が普通の平射用砲塔と大差なく、ドイツ空軍の急降下爆撃機への対処は困難だった。

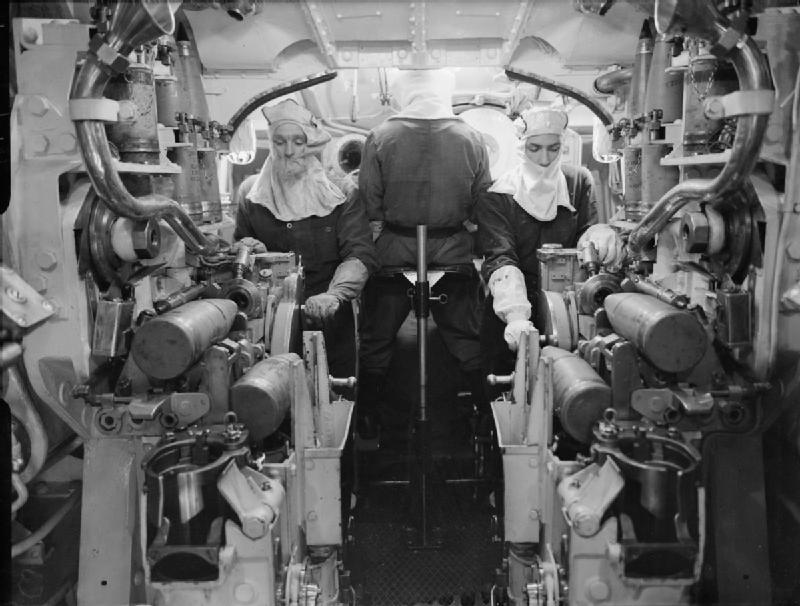
13.3cm両用砲の内部構造と砲員

砲弾装填は人力であったが、水上砲戦での威力を重視したため砲弾重量は36.3 kgもあり（日米の12.7 cm砲弾で約25～28 kg、動力装填式のフランス13 cm砲弾でも32 kg）速射性を阻害していた。これは重量が40.8kgまでならば人力で速射が可能であると言う間違った見解に基づき、弾薬包形式（砲弾と装薬が一緒、通常は動力装填式に多い）にしたため、人力での装填作業を継続困難にした。しかし、対水上砲として見れば速射能力は平射砲と比べて速く、有効な副砲と呼べるものである。
他に対空火器として英国軍艦に広く採用されている「1930年型　Mark8  ポムポム砲」ではなく、スウェーデンのボフォース社製「4 cm（56口径）機関砲」を採用している。この砲は重量0.89kgの機関砲弾を高度7,160m先まで飛ばすことが出来た。これを六連装砲架で10基、連装砲架で2基、単装砲架で9基計73門を装備した。

## 防御

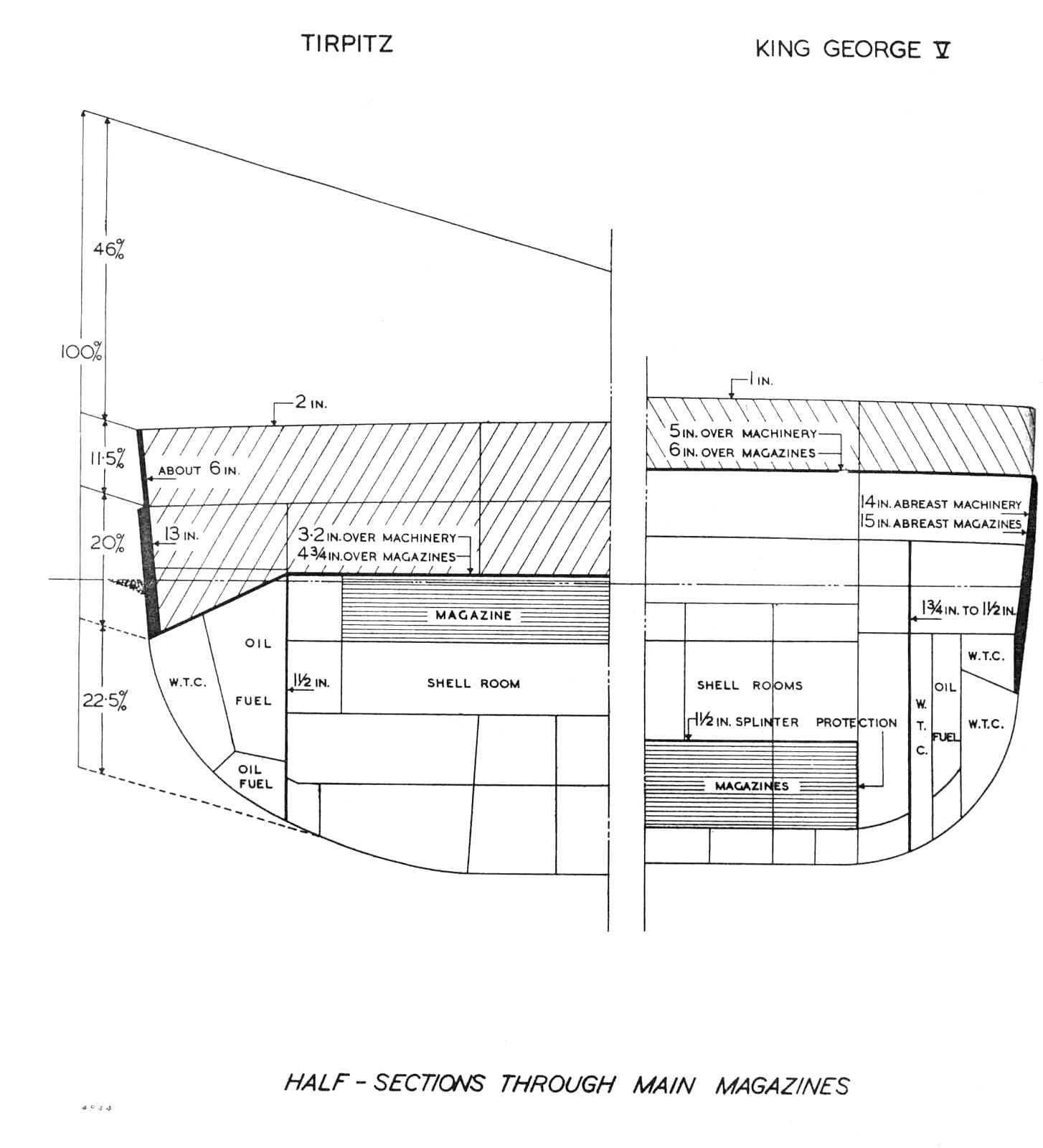
ビスマルク級（左）とキング・ジョージ五世級（右）の内部構造の比較図。

### 防御様式
本艦の舷側装甲は水線部装甲が最大で356 mmと同世代の列強戦艦に比べて装甲厚に優れ、水線部装甲は高さ7.3mの装甲板が全長の57％に匹敵する140.2 mを覆う重防御であった。その反面、舷側における装甲板の装着方法はフッドやネルソン級で採用されていた「傾斜装甲」ではなく、時代に逆行して第一次大戦時まで用いられていた「垂直装甲」に回帰したキング・ジョージ5世級の様式をそのまま踏襲している。イギリス海軍では、建造時における装甲板取り付け工事の複雑化を嫌ったと説明されているが、代償として避弾経始効果が得られないためにドイツ戦艦と同じく「装甲にかかる重量の割合に対し対弾防御効果が少ない」という欠点を抱えるに至った。前後の隔壁の装甲厚は299mmから249mm装甲が貼られた。舷側防御は水線面から主甲板までの広範囲に貼り、これを主甲板の末端部と接続することにより、船体の大部分を敵弾の侵入を防げるという強固な防御型式を持っていた。水平防御は弾薬庫上面部が152mm、機関部の上面部が127mmであった。
また、その防御構造もアメリカ・フランスのように主装甲板の背後に断片防御用の装甲甲板を持たないため、敵弾が主装甲を貫通した場合や、貫通しないもののショックで主装甲板の裏面が砕けて飛散した場合に、居住区や機関区を守るものがないために二次被害が生じる可能性が高く、防御として考えた場合に不十分なものであった。

### 水雷防御

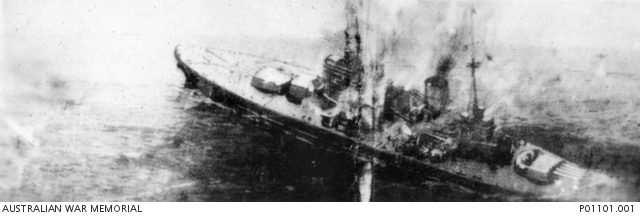
本級の防御様式の基となったキング・ジョージ5世級戦艦「プリンス・オブ・ウェールズ」。マレー沖海戦で日本海軍の航空機により撃沈された。

この時期においてもイギリス海軍は水中防御に関する考え方が旧く、効果的な水中防御を考えていなかったとされる。第一次大戦後、各国で水中弾効果について研究が進められた結果、日本海軍の大和型、アメリカ海軍のサウスダコタ級、フランス海軍のダンケルク級以降の艦は傾斜した水線防御装甲を水線下まで延長する工夫が見られたが、本艦では水線部では356mmがあった装甲厚は水線下では112mmにまで薄くなった上に、水密区画の上端で水線装甲は終わっており、そこから先の水雷防御は細分化された空層区画で燃料タンクなどの液層区画をサンドイッチする計4層で浸水を受け止め、そのうち外側の1層を艦底部まで伸ばして二重底と組み合わせて対水雷防御とする構造をとっていた。これと強化された注水・排水システムで魚雷に対しての防御は最適とされているが、水中弾への対策は無きに等しく、本艦の防御は「旧来のデータで作られた独逸新戦艦」と「欠陥を持つプリエーゼ式のイタリア改装戦艦および超弩級戦艦」を除けば各国新戦艦の中でも充分とは言えなかった。
この構造は実戦において「プリンス・オブ・ウェールズ」がタービン軸近くで炸裂した航空魚雷により「当初の水中防御の想定よりもはるかに劣る炸薬で水雷防御を破られた」と言う結果に終わった。戦訓調査では最終的に「水中防御区画の縦深（幅）が不足している」と判定されている。イギリス海軍は戦訓を基にして「ライオン級」および「ヴァンガード」では水雷防御の見直しが行われ、水線部に近い箇所の舷窓の廃止や防御区画の細分化によって一定の改善を行った他、タービンシャフトの内軸と外軸の長さがキング・ジョージ5世級が10.2mだったものが本艦においては15.7mと離すことにより被害拡大を防ぐ工夫を行った。だが、根本的な水雷防御の改良は行われずに基本構造の欠点もそのまま「ヴァンガード」の基本設計にそのまま受け継がれた。

## 機関

### 主機関
本艦の機関設計は前述通りライオン級のために製造されたものを流用した。機関構成はライオン級と同じくアドミラリティ式重油専焼三胴缶8基とパーソンズ式オール・ギヤードタービン4基4軸推進のままであるが、機関技術の発展によりボイラー温度を750度まで引き上げられた。また、本艦は重量軽減のために巡航タービンを廃し、後進用ギアを内蔵した複流型低圧タービンと高圧タービンを並列に配置した2胴構成となっている。機関配置は前級と同じくボイラー室・タービン室・ボイラー室・タービン室というシフト配置を引き続き採用している。機関部は縦隔壁によって左右に分かれており、ボイラー室には1室あたりボイラー2基が設置され、左右で4基、前後の4室で計8基を配置していた。推進用のタービン室も4か所に分かれており、艦首側のボイラー室の背後に外舷軸を推進するギヤード・タービンが左右に1基ずつ計2基が配置され、後部ボイラー室を挟んで艦尾側に内側の2軸を推進するギヤード・タービンが縦隔壁を挟んで左右1基ずつ計2軸が配置されていた。タービン軸に接続されたスクリューは当初の設計では三枚翼であったが、公試中に激しい振動を起こしたために、再度ドック入りし試行錯誤の末、内側の2基のみ五枚翼へと交換して振動を抑えた。スクリューの直径は外軸も内軸も全て4.5mである。外観上での変更点では、ボイラー4基あたり煙突1本が担当し、計2本が直立した形状で立てられた。前級のキング・ジョージ5世級では艦橋形状に起因する煤煙の逆流が起きた経験から、本艦においては煙突の先にファンネルキャップを装備して改善していた。
その性能は、船体の大型化に伴う重量増加で排水量が2,000トン増加して通常ならば速力が低下する所であるが、本艦は公試で最大出力136,000 hpで速力31.57ノットを発揮し、満載排水量状態で132,950 hpで速力30ノットを出している。そのため実用最大出力は前級の110,000 hpから20,000 hp増加の130,000 hpとなり、実用最大速力も前級の28ノットから29.5ノットにアップしている。また、巡航速度は前級の10ノットから12ノットへ増加したが、機関の燃費効率も向上し、燃料タンクの大型化もあって航続距離は7,000海里から6,660海里程度と、速力増加に伴う航続性能の低下は抑えられた。

### 補助機関
補助機関は当初はターボ発電機6基とディーゼル発電機2基の設計であったが、戦訓からターボ発電機は主機関が停止すると発電不能となるため、単独運転可能なディーゼル機関を増加し、それを分散配置することによって被害を局限化することが現場より求められ、設計が応えた結果として本艦は480kWターボ発電機4基と450kWディーゼル発電機4基の構成へと変更された。各発電機4基を2基ずつ前後にシフト配置することで被害の局限化を図った。主発電機は3,720kWを発電し、直流電源220Vを供給した。しかし、その発電量は連合国はおろか、列強新戦艦の中でも低い部類に入るもので不充分であった。そのため、揚錨機やクレーンの動力など日常で使用する多くの動力を蒸気機関に頼らざるを得なかった。

## 評価
強力な対空兵装や英国戦艦中（巡洋戦艦は除く）最速の速力などは、他国戦艦と比較しても引けを取らない、立派なものであった。前級と比べて航洋性が優れており、米海軍との合同演習中、嵐に遭遇した当艦は米海軍のアイオワ級戦艦の半分程しか動揺しない安定性を発揮した。大戦中に急造が実現していたならば非常に価値があったが故に、「遅れてきた戦艦」という名称でも呼ばれる。
また、敢えての旧式主砲の採用や、列強国に比べれば、急造であるがため攻防面が劣りがちであると見られるものの、主砲、対空砲、装甲、速度などの総合能力では前級のキング・ジョージ5世級戦艦を上回っており、「大叔母の歯を付けた新造戦艦」と揶揄もされるが、英海軍の歴代戦艦の中では最もトータルバランスが優れることから「英海軍史上最良の戦艦」という評価も受けている。

## 艦歴
建造はジョン・ブラウン社のクライドバンク造船所で行われた。海軍では1944年の完成を見込んでいたのだが、戦闘による損傷艦の修理、他艦種の建造を優先したため工事は遅延し、太平洋戦争終戦後の1946年4月に完成した。就役後は本国艦隊の旗艦となったが、戦闘に参加する機会も無く、英国海軍最後の戦艦は王室専用ヨット的な扱いを受けた。1947年にイギリス国王ジョージ6世やエリザベス王妃、長女エリザベス2世の南アフリカ連邦訪問に際してお召艦となった。
1946年から1954年にかけて長らく名目上の本国艦隊旗艦を勤めた後、1956年に予備役に編入されて練習戦艦として生涯を閉じた。
なお、1960年公開の映画「ビスマルク号を撃沈せよ!」では戦艦ビスマルク役としても撮影に使用され、銀幕の中でかつての仮想敵の役として登場するという、数奇な巡り合わせとなった。
1960年に除籍され、8月にブリティッシュ・スティール社にて解体処分された。